# باد روداخ
شهر باد روداخ در ایالت بایرن در کشور آلمان واقع شده است.